# Завадовський Іван Степанович
Іва́н Степа́нович Завадо́вський (*9 квітня 1937, Фрага — †1983, Львів) — український художник. Класичний представник школи львівського малярства 1960—1970-х років.

## Біографія
Народився у селі Фрага, нині в Рогатинському районі Івано-Франківської області.
У 1958–1963 роках Іван Завадовський навчався у Львівському училищі прикладного мистецтва імені Івана Труша. У 1964–1970 роках навчався у Львівському інституті прикладного та декоративного мистецтва. Після цього працював у цеху монументального малярства Львівського художньо-виробничого комбінату Художнього фонду України.
Автор низки монументально-декоративних творів, а також пейзажів, натюрмортів, тематичних композицій. Художник залишив по собі великий творчий спадок. Кількість рисунків олівцем, тушшю, вугіллям та графіки Завадовського перевищує тисячу примірників.
Основні теми творчості митця — краєвиди Львова та околиць, Криму, Прикарпаття, портрети близьких та знайомих художника. Серед найвідоміших творів — графічні листки «Літній дощик», «Седнівський мотив», «Емігранти», «Опришки».
За життя роботи художника експонувалися на обласних і республіканських виставках. Після смерті художника у Національному музеї у Львові та Львівському музеї етнографії та художнього промислу відбулися його персональні виставки. Музеї та колекціонери купували його роботи, про митця було знято телепередачі.
На кошти, виручені від продажу робіт Завадовського, ТзОВ «Аз-Арт» видало каталог малярства та графіки художника. Директор галереї «Гердан» Юрій Бойко зазначив:
| «Іван Завадовський не просто створив прекрасні рисунки та картини. Будучи людиною скромною і надзвичайно працьовитою, водночас вразливою і талановитою особистістю, він належав до тієї нечисленної жменьки артистів, для яких існує один Бог — Мистецтво. Життя таких велетів — це жертовний лет метелика на полум'я свічки. Прагнучи пізнати себе, пізнати світ, пізнати суть творчости і зреалізувати себе в процесі творення — такі люди згорають, залишаючи після себе правдиві високовартісні мистецькі праці найвищого штибу». |